# Morinda glomerata
Morinda glomerata är en måreväxtart som först beskrevs av Carl Ludwig von Blume, och fick sitt nu gällande namn av Friedrich Anton Wilhelm Miquel. Morinda glomerata ingår i släktet Morinda och familjen måreväxter. Inga underarter finns listade i Catalogue of Life.